# Jean de Châtillon (cavalier)
Pour les articles homonymes, voir Jean de Châtillon.
Jean de Châtillon est un tréciste français. Il dirige un centre équestre à Sommant en Saône-et-Loire.

## Palmarès
- Championnats d'Europe de 1991 à Chalon-sur-Saône (France)
  -  Champion d'Europe.

- Championnats du monde de 2003 à Libramont (Belgique) :
  -  Champion du monde par équipe avec Ken Poste, Marc Couffin et Pierre-Guillaume Blache.